# WinUSB
WinUSB는 윈도우 비스타부터 시작하는 운영 체제용으로 마이크로소프트에서 제공하는 일반 USB 드라이버이지만 윈도우 XP에서도 사용할 수 있다. 이는 한 번에 하나의 애플리케이션에서만 액세스하는 간단한 장치(예: 기상 관측소와 같은 계측기, 진단 연결만 필요한 장치 또는 펌웨어 업그레이드용)를 목표로 한다. 이를 통해 애플리케이션은 간단한 소프트웨어 라이브러리를 통해 장치에 직접 액세스할 수 있다. 라이브러리는 장치의 파이프에 대한 액세스를 제공한다. WinUSB는 개발자가 사용자 모드에서 USB 장치로 작업할 수 있도록 하는 클라이언트 API를 공개한다. 윈도우 7부터 USB MTP 장치는 커널 모드 필터 드라이버 대신 WinUSB를 사용한다.